# Maison Soutiaguine

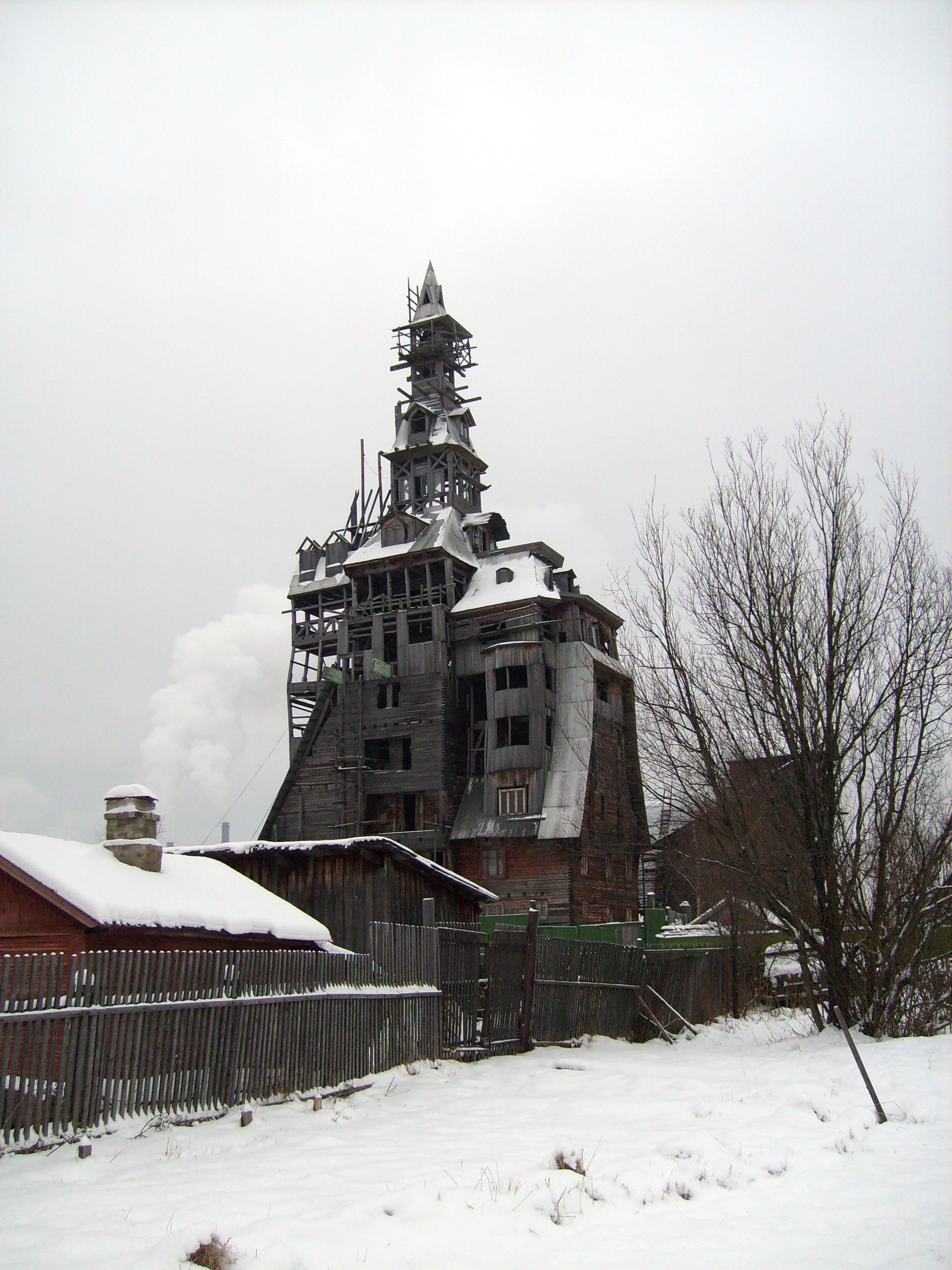
Vue de la Maison Soutiaguine.

La Maison Soutiaguine (Дом Сутягина) était une maison en bois située à Arkhangelsk au bord de la mer blanche, dans le nord-ouest de la Russie. D'une hauteur de 44 mètres, elle était considérée comme la plus haute construction vernaculaire en bois du monde.
Construite par et pour l'entrepreneur Nikolaï Petrovitch Soutiaguine, la maison qui devait compter deux ou trois étages au départ finit par être agrandie jusqu'à treize étages. La construction, sans plan ni permis, s'échelonna sur quinze ans, de 1992 à 2007, et ne prit fin qu'avec l'arrestation de son propriétaire, condamné pour ses activités criminelles. Malheureusement, lorsque Soutiaguine revint de son séjour en prison, la maison était fort détériorée et la ville d'Arkhangelsk décida, en 2008, de mettre fin à la saga juridique l'opposant à son propriétaire en ordonnant la destruction du bâtiment, conformément à la réglementation sur les incendies. La tour fut mise à terre en décembre 2008 puis les autres étages démantelés manuellement.